# Дэвис, Джей Ди
Джонатан Грегори «Джей Ди» Дэвис (англ. Jonathan Gregory «J.D.» Davis, 27 апреля 1993, Элк-Гров, Калифорния) — американский бейсболист, аутфилдер и игрок третьей базы клуба Главной лиги бейсбола «Нью-Йорк Метс».

## Карьера
Джонатан Дэвис родился 27 апреля 1993 года в городе Элк-Гров в Калифорнии. Там же он окончил старшую школу, после чего на драфте Главной лиги бейсбола был выбран клубом Тампа-Бэй Рейс. От подписания контракта Дэвис отказался, продолжив обучение и карьеру в университете штата Калифорния в Фуллертоне. В течение трёх лет он был игроком стартового состава его бейсбольной команды. Также Дэвис выступал в студенческой летней Лиге Кейп-Код, где вошёл в число участников Матча всех звёзд.
В 2014 году Дэвис был выбран в третьем раунде драфта клубом «Хьюстон Астрос». В июне он подписал профессиональный контракт, получив бонус в размере 748,6 тысяч долларов. С 2014 по 2017 год он выступал в различных командах фарм-системы Астрос. Полтора года Дэвис отыграл на уровне AA-лиги, в 2017 году сыграл шестнадцать матчей за команду AAA-лиги «Фресно Гриззлиз». В августе 2017 года он был переведён в основной состав «Хьюстона» и дебютировал в Главной лиге бейсбола. Весной 2018 года по итогам сборов Дэвис пробился в основной состав «Астрос», заменив травмированного Юли Гурриела. Стартовый отрезок регулярного чемпионата он провёл неудачно, получив девять страйкаутов в девятнадцати выходах на биту, и был переведён в состав «Фресно Гриззлиз». На уровне AAA-лиги он отбивал с эффективностью 41,5 % и в мае был возвращён в «Хьюстон». Суммарно за два сезона Дэвис провёл в Главной лиге бейсбола 66 игр, в которых отбивал с показателем 19,4 % и выбил пять хоум-ранов. В январе 2019 года «Астрос» обменяли его в «Нью-Йорк Метс». Генеральный менеджер «Метс» Броуди ван Вагенен охарактеризовал Дэвиса как универсального атакующего игрока, успешно отбивающего против питчеров-левшей, способного также добавить команде надёжности в защите.
В сезоне 2019 года Дэвис проявил себя как один из лучших атакующих игроков лиги. По итогам регулярного чемпионата его показатель отбивания составил 30,7 %, он выбил 22 хоум-рана. В 2020 году его показатель слаггинга снизился с 52,7 % до 38,9 %. Главной причиной снижения атакующей эффективности стало изменение среднего угла выхода мяча после контакта с битой, из-за чего отбитые им подачи чаще уходили в землю. Кроме того, Дэвис испытывал проблемы с игрой в защите.